# Rhodelphis
Rhodelphis,  rod Biliphyta opisan 2019. godine, svrstan u vlastitu porodicu, red, razred i novu  diviziju.
Ovaj rod s dvije opisane vrste je po istraživanjima sestrinski usko srodan crvenim algama. Karakteristike dviju opisanih vrsta Rhodelphisa gotovo su suprotne onima koje definiraju crvene alge: one su nefotosintetski grabežljivci flagelata (bičara), dok su crvene alge fototrofne.

## Vrste
1. Rhodelphis limnetica Tikhonenkov, Gawryluk, Mylnikov & P.J.Keeling
2. Rhodelphis marina Tikhonenkov, Gawryluk, Mylnikov & P.J.Keeling